# Kongar-ol Ondar
Kongar-ol Ondar (Toevaans: Ондар Коңгар-оол) (Iyme (Toeva), 29 maart 1962 – Kyzyl, 25 juli 2013) was een meester van de Toevaanse keelzang en lid van het Grote Khural van Tuva. 
Ondar werd geboren in de buurt van de Khemchik Rivier in west Toeva. In de Centraal-Aziatische traditie van zelf-vervullende naamgeving bij kinderen, betekent Kongar-ol letterlijk luidruchtige jongen. Hij werd van nationaal belang geschat door de Toevaanse Republiek, en kreeg een appartement als teken van waardering van zijn muzikale vaardigheden. Hij was een joviaal en innemend persoon, en was het best bekend als het 'gezicht' van de khöömei (хөөмей) van keelzang voor de Westerse wereld. Hij maakte acte de présence in zowel de Late Show with David Letterman en in interviews voor, onder andere CNN. Ook buiten Toeva werd hij bekend omwille van zijn samenwerkingen met muzikanten als, bijvoorbeeld, de Amerikaanse blueszanger Paul Pena, die hij naar Toeva heeft gehaald. Dit is gefilmd en uitgebracht als de documentaire Genghis Blues.